# اسکار والنتین
اسکار والنتین (انگلیسی: Óscar Valentín؛ زادهٔ ۲۰ اوت ۱۹۹۴) بازیکن فوتبال اهل اسپانیا است.